# Campeonato Mundial de Patinação Artística no Gelo de 1904
O Campeonato Mundial de Patinação Artística no Gelo de 1904 foi a nona edição do Campeonato Mundial de Patinação Artística no Gelo, um evento anual de patinação artística no gelo organizado pela União Internacional de Patinação (em inglês:  International Skating Union) onde os patinadores artísticos competem pelo título de campeão mundial. A competição foi disputada entre os dias 23 de fevereiro e 24 de fevereiro na cidade de Berlim, Alemanha.

## Eventos
- Individual masculino

## Medalhistas
| Evento                        | Ouro                    | Prata                      | Bronze                   |
| Individual masculino detalhes | Ulrich Salchow · Suécia | Heinrich Burger · Alemanha | Martin Gordan · Alemanha |

## Resultados

### Individual masculino
| Pos.              | Nome            | Nacionalidade | Pontos |
| ----------------- | --------------- | ------------- | ------ |
| Medalha de ouro   | Ulrich Salchow  | Suécia        | 5      |
| Medalha de prata  | Heinrich Burger | Alemanha      | 12     |
| Medalha de bronze | Martin Gordan   | Alemanha      | 13     |

## Quadro de medalhas
| Ordem | País     | Medalha de ouro | Medalha de prata | Medalha de bronze |   | Ordem por total |
| ----- | -------- | --------------- | ---------------- | ----------------- | - | --------------- |
| 1     | Suécia   | 1               |                  |                   | 1 | 2               |
| 2     | Alemanha |                 | 1                | 1                 | 2 | 1               |
| TOTAL | TOTAL    | 1               | 1                | 1                 | 3 | —               |